# Anthem for the Underdog
Anthem for the Underdog é o terceiro álbum lançado pela banda 12 Stones.
A música "World So Cold" foi usada como tributo no Youtube para as vítimas do massacre de Virginia Tech.

## Faixas
1. "Anthem For The Underdog" - 3:04
2. "Lie To Me" - 3:39
3. "Broken Road" - 4:00
4. "Adrenaline" - 3:21
5. "It Was You" - 3:33
6. "This Dark Day" - 3:22
7. "World So Cold" - 3:55
8. "Arms Of A Stranger" - 3:16
9. "Hey Love" - 3:53
10. "Games You Play" - 2:57
11. "Lie To Me" (acústica) - 3:50
12. "Once In A Lifetime" - 3:51
13. "It Was You" (acústica) - 3:28

## Posições nas paradas musicais
| País - Parada Musical (2007)   | Melhor posição |
| ------------------------------ | -------------- |
| Estados Unidos - Billboard 200 | 53             |